# Aigina

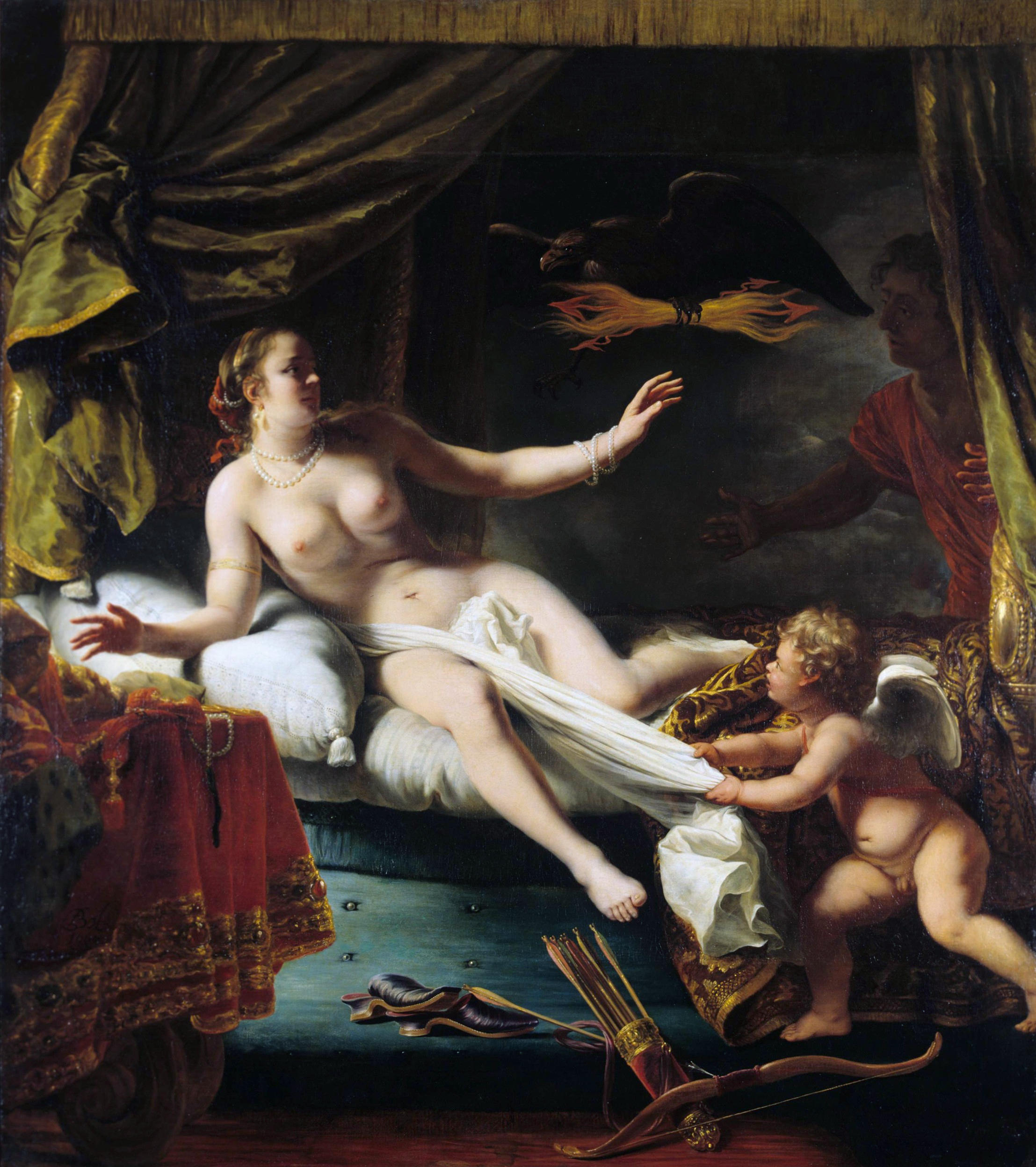
Aegina wartet auf Zeus, Gemälde von Ferdinand Bol, 17. Jahrhundert, Meininger Museen

Aigina (altgriechisch Αἴγινα Aígina, lateinisch Aegina, deutsch auch Ägina) ist eine Najade aus der griechischen Mythologie.
Aigina war eine Tochter des Flussgottes Asopos und seiner Gattin Metope. Zeus, der Göttervater, entführte sie, da sie von lieblichem Aussehen und Wesen war, in Gestalt eines Adlers bzw. verwandelt in Feuer auf die Insel Oinone. Ihr Vater war betrübt. Sisyphos hatte den Raub von Akrokorinth aus beobachtet, verriet dem Vater das Geheimnis und wurde von Zeus bestraft. Auf der Insel gebar Aigina den Aiakos. Die Insel wurde später nach Aigina benannt. Des Weiteren zeugte Aigina mit Aktor den Menoitios, wie Pindar angibt.